# Rallye Monte Carlo 2016

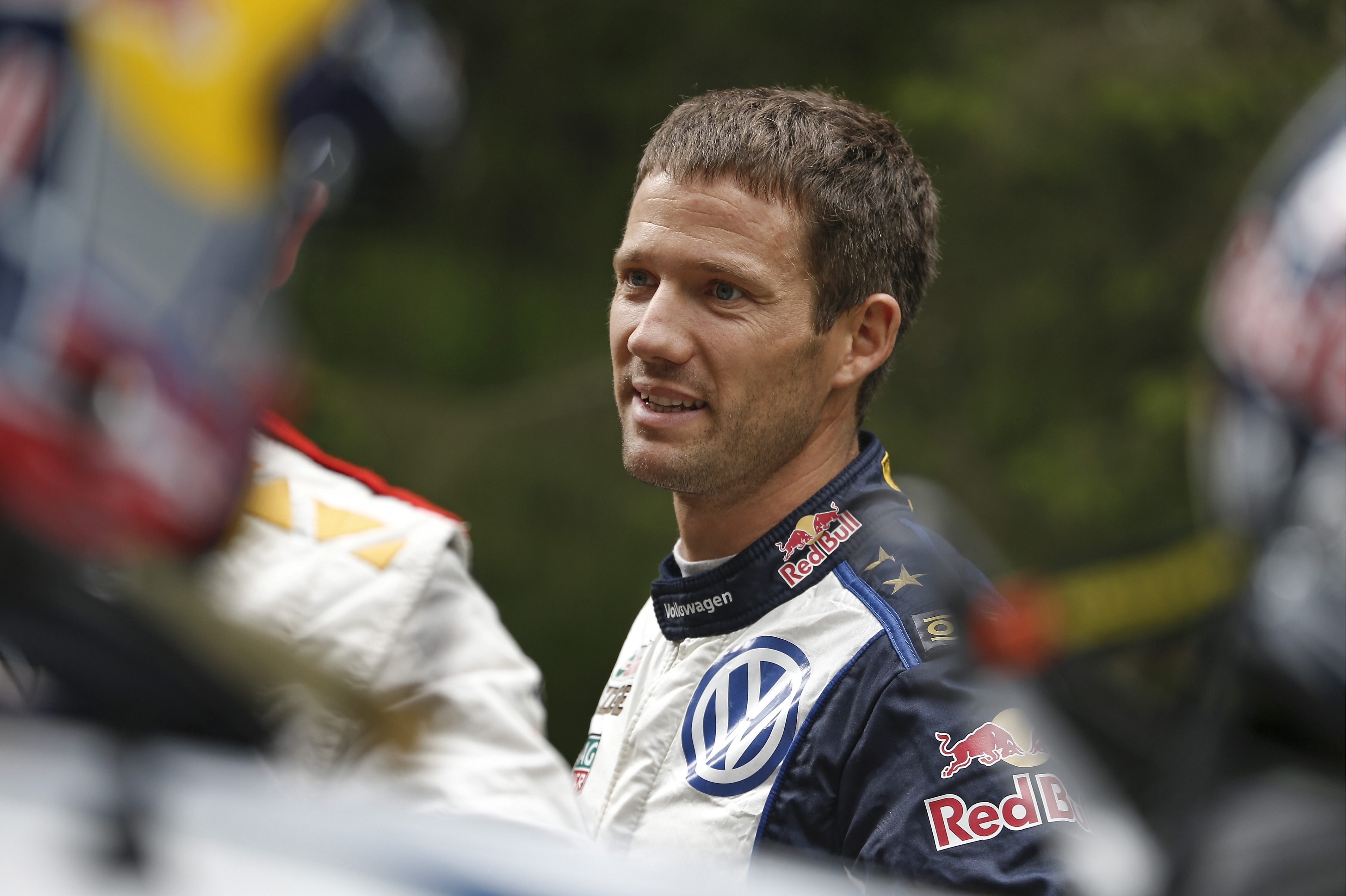
Sébastien Ogier

Die 84. Rallye Monte Carlo war der erste von 13 FIA-Weltmeisterschaftsläufen 2016, sie fand vom 21. bis zum 24. Januar 2016 statt. Insgesamt wurden 16 Wertungsprüfungen gefahren auf Asphalt, Eis und Schnee.

## Hintergrund

### Neue Route
Im Vorfeld der Rallye Monte Carlo kündigte der Automobilclub von Monaco (ACM) eine umfangreich modifizierte Route an.
Am Mittwoch vor der Rallye gab es eine neu abgesteckte Trainings-Prüfung für die WRC-Fahrer. Diese war 3,33 Kilometer lang und befand sich in Gap, der Heimatstadt des dreimaligen WRC-Weltmeisters Sébastien Ogier. Auch der Service-Park wurde, wie schon in den Jahren 2014 und 2015, in Gap eingerichtet. Dass dort auch der Shakedown stattfand, war neu.
Am Donnerstagabend begann die Rallye 2016 mit den Prüfungen Entrevaux – Rouaine und Barles – Seyne les Alpes. Am Freitag ging es, wie schon 2015, in die Region nördlich von Gap. Dort standen die Prüfungen Corps – La Salle en Beaumont, Aspres les Corps – Chauffayer und Les Costes – Chaillol jeweils zweimal auf dem Programm. Der Samstag war der längste Wettbewerbstag. Er umfasst mehr als die Hälfte der gesamten Wertungsprüfungskilometer der gesamten Rallye. Zunächst wurden zwei Prüfungen zweimal befahren: Die «Königsprüfung» Lardier et Valenca – Faye (51,17 Kilometer) sowie Saint Leger les Melezes – La Baatie Neuve (17,03), bevor es zurück ins Fürstentum Monaco ging, wo die 36,35 Kilometer lange Prüfung Sisteron – Thoard den Tag abschloss. Am Schlusstag standen zunächst die Prüfungen Col de l’Orme – Saint-Laurent, La Bollene – Vesubie Peira Cava auf dem Terminplan. Dabei ging es über den Col de Turini, bevor die bereits zuvor befahrene Wertungsprüfung Col de l’Orme – Saint Laurent ein zweites Mal gefahren wurde. Bei der abschließenden Überfahrt trug man die Power-Stage aus.

## Berichte

### 1. Tag (Donnerstag, 21. Januar)
Pünktlich um 20:18 Uhr erfolgte der Start zur ersten Wertungsprüfung der WRC-Saison 2016. Sébastien Ogier (Volkswagen) fuhr die Bestzeit in der ersten Nachtprüfung der Rallye Monte Carlo. Der amtierende Weltmeister nahm als Erster die 21,25 Kilometer lange Strecke "Entrevaux – Val de Chalvagne – Rouaine" unter die Räder. In diesem Fall war dies ein Vorteil und nicht wie sonst ein Nachteil, denn statt die Straße sauber fahren zu müssen und dabei Zeit zu verlieren, wurde mit jedem weiteren startenden Fahrer in den Kurven Schneematsch auf die Ideallinie geschleudert. In einigen Kurven gab es außerdem auch etwas Glatteis.
Kris Meeke (Citroën) büßte in WP1 rund vier Sekunden auf Ogier ein und er war nicht ganz zufrieden, da durchaus auch der erste Rang möglich gewesen wäre. Allerdings drehte sich Meeke in einer der vielen Spitzkehren auf dem Kurs. Als Dritter kam Andreas Mikkelsen (Volkswagen) ins Ziel, gefolgt vom dritten Polo mit Jari-Matti Latvala hinter dem Steuer. Bester Hyundai war nach WP1 Thierry Neuville als Fünfter mit elf Sekunden Rückstand.
Die zweite Wertungsprüfung wurde auf der Strecke "Barles – Seyne" ausgetragen. Diese WP wurde zum ersten Mal seit 1983 wieder befahren, allerdings in der entgegengesetzten Fahrtrichtung. Es ging auf knapp 1500 Höhenmeter hinauf und über den Pass Col du Fagnet. Die Straßen waren meist vereist und die zweite Wertungsprüfung war weitaus schwieriger als die erste WP.
Meeke stand als Fünfter an der Startlinie und er war im Ziel deutlich schneller als das Volkswagen-Trio. Er distanzierte Ogier mit 6.9 und Mikkelsen mit 20 Sekunden in der Gesamtwertung. Bei der Zwischenzeit lag Latvala auf dem ersten Platz, doch überfuhr er ein Hindernis und die Radaufhängung war gebrochen. Dadurch rutschte er auf den siebten Platz ab. Auf dem vierten Rang lag Neuville mit dem neuen Hyundai i20, nach Fahrten auf Sicherheit, wie er selber sagte.

„Die erste Prüfung war in Ordnung, der Grip war gut. Die zweite war anders, viel vereister.“

### 2. Tag (Freitag, 22. Januar)
Der Freitag war geprägt vom Duell zwischen Sébastien Ogier (Volkswagen) und Kris Meeke (Citroën). Insgesamt sechs Wertungsprüfungen standen in der Nähe der französischen Stadt Gap auf dem Programm. Ogier erzielte vier Bestzeiten, Meeke deren zwei. Nach der siebten Wertungsprüfung ging Meeke in Führung, doch bei der letzten WP des Tages holte sich Ogier die Spitzenposition zurück. Nach acht von insgesamt 16 Wertungsprüfungen führte Ogier mit 9,5 Sekunden Vorsprung auf Meeke.
Vizeweltmeister Jari-Matti Latvala (Volkswagen) war mit 1:08 Minuten Rückstand Dritter. Nach eigener Aussage kann er nicht mehr um den Sieg kämpfen. Ziel ist nun, einen Podestrang zu erreichen.
Schwierig gestaltete sich die Rallye für Hyundai. Am Vormittag war die Abstimmung zu weich und Thierry Neuville sowie Dani Sordo hatten mit dem Handling der Autos Mühe. Nach einem Umbau im Mittagsservice stellte sich die Reifenwahl am Nachmittag als falsch heraus. Neuville lag mit 1:47 Minuten Rückstand auf Platz fünf und Sordo hatte als Siebter schon drei Minuten Rückstand im Gesamtklassement. Hayden Paddon, der noch das alte Modell i20 fuhr, hatte schon in WP3 einen Unfall, nachdem er das Auto stehen lassen musste.
Auch für Robert Kubica (Ford) war der Tag früh beendet. Schon in der ersten Wertungsprüfung des Tages rutschte er untersteuernd von der eisigen Straße und prallte bei langsamer Geschwindigkeit gegen einen Baum. Als Elfyn Evans (Ford) an der Unfallstelle vorbei kam touchierte er den Fiesta RS WRC von Kubica mit der linken Seite seines Autos. Die Kollision hatte außer einer Beule keine Auswirkungen auf das Fahrverhalten von Evans Auto.
Eric Camilli, der zum ersten Mal einen Ford Fiesta RS WRC von M-Sport steuerte, rutschte von der Straße und auch er konnte nicht mehr weiterfahren.
Bester Ford-Pilot war M-Sport-Rückkehrer Mads Østberg, der mit mehr als zwei Minuten Rückstand den sechsten Platz hielt. Østberg hatte am Nachmittag Abstimmungsprobleme mit dem für ihn neuen Auto.
Auf den Positionen acht bis zehn rundeten Stéphane Lefebvre (Citroën), Bryan Bouffier (Ford) und Ott Tänak (Ford) die ersten Zehn Ränge ab. Tänak konnte nach einem Überschlag weiterfahren bis ins Ziel.

„Wenn ich es in die Top 3 schaffe, dann wäre ich zufrieden. Wenn ich Vertrauen habe, greife ich an. Wenn nicht, dann gehe ich vom Gas.“

### 3. Tag (Samstag, 23. Januar)
Im Laufe der fünf Wertungsprüfungen über insgesamt 174 gezeitete Kilometer nahm Sébastien Ogier Konkurrent Kris Meeke Zeit ab. Bis zum Mittagsservice war Meekes Rückstand auf eine halbe Minute angewachsen. Am Nachmittag kam der Ausfall für Meeke. In der Wertungsprüfung 12 überfuhr Meeke einen großen Stein, der mitten auf der Fahrbahn lag und er riss sich dabei einen Teil des Unterbodenschutzes ab. Der Schlag war so heftig, dass das Getriebe des Autos beschädigt wurde.
Hinter dem Weltmeister entwickelte sich im Laufe des Tages ein Duell zwischen Andreas Mikkelsen und Thierry Neuville. Am Vormittag pokerte Mikkelsen bei der Reifenwahl richtig und stellte in WP10 die Bestzeit auf. Am Nachmittag zeigte dann der neue Hyundai erstmals sein Potenzial auf. Neuville markierte in den Wertungsprüfungen 12 und 13 die schnellste Zeit. Somit übernachtet Mikkelsen zwar als Zweiter, aber Neuville hatte nur 12,5 Sekunden Rückstand auf den Volkswagen-Fahrer.
Nicht mehr dabei war Jari-Matti Latvala. Er beschädigte sich in WP11 bei einem Ausrutscher die linke Vorderradaufhängung. Latvala konnte den Schaden zwar notdürftig reparieren, doch er kam zu spät zur zwölften Wertungsprüfung und musste in den Service-Park fahren. Da das Rallye-2-Reglement bei der Rallye Monte Carlo nicht angewendet wurde, durfte er am Sonntag nicht mehr an den Start gehen.

„Platz drei wäre für das Team sehr gut. Ich lerne das Auto kennen und suche die Balance. Dieses Auto hat viel Potenzial!“

### 4. Tag (Sonntag, 24. Januar)
Mit der maximalen Punktezahl von 25 für den Sieg und drei Punkten für den Gewinn der Power-Stage hatte Sébastien Ogier die Rallye Monte Carlo zum dritten Mal in Folge gewonnen. Sein Teamkollege Andreas Mikkelsen stieg als Zweiter auf das Podest der ersten Drei. Trotz technischen Problemen kam Thierry Neuville (Hyundai) auf den dritten Rang.
M-Sport-Pilot Mads Østberg holte am Ende den vierten Rang. Große Zwischenfälle gab es nicht, aber schnelle Zeiten waren von Østberg auch nicht zu sehen. Østberg war mit neuem Beifahrer unterwegs. Ola Fløne kam von Mikkelsen zu Østberg ins Auto und bei Mikkelsen nahm Anders Jæger zum ersten Mal Platz auf dem Sozius.
Als Fünfter war Nachwuchsfahrer Stéphane Lefebvre der beste Citroën-Fahrer im Ziel. Ott Tänak (Ford) war mit seiner Reifenmarke nicht konkurrenzfähig und überquerte, hinter Dani Sordo (Hyundai), als Achter die Ziellinie.

„Außerdem ist es ein Erfolg des Teams, denn meine Eisspione haben perfekt gearbeitet.“

### WRC2
In der WRC2-Klasse fuhr Elfyn Evans mit dem überarbeiteten Ford Fiesta R5 souverän zum Klassensieg. Armin Kremer (Škoda) ist am Sonntag noch von Esapekka Lappi (Škoda) überholt worden. Da Lappi aber nicht für die WRC2 gemeldet war, belegte Kremer den zweiten Rang in der Gesamtwertung dieser Klasse. In der Gesamtwertung aller Klassen kam Kremer auf den zehnten Rang und gewann einen Weltmeisterschaftspunkt für das WRC-WM-Gesamtklassement.

## Meldeliste
Nicht als WRC, WRC-2 und WRC-3 gemeldete Fahrzeuge wurden in dieser Liste nicht erfasst.
| Nr | Fahrer                | Beifahrer          | Team                                  | Auto                    | Klasse    |
| -- | --------------------- | ------------------ | ------------------------------------- | ----------------------- | --------- |
| 1  | Sébastien Ogier       | Julien Ingrassia   | Volkswagen Motorsport                 | Volkswagen Polo R WRC   | WRC RC1   |
| 2  | Jari-Matti Latvala    | Miikka Anttila     | Volkswagen Motorsport                 | Volkswagen Polo R WRC   | WRC RC1   |
| 3  | Thierry Neuville      | Nicolas Gilsoul    | Hyundai Motorsport                    | Hyundai i20 WRC         | WRC RC1   |
| 4  | Dani Sordo            | Marc Marti         | Hyundai Motorsport                    | Hyundai i20 WRC         | WRC RC1   |
| 5  | Mads Østberg          | Ola Fløene         | M-Sport World Rally Team              | Ford Fiesta RS WRC      | WRC RC1   |
| 6  | Eric Camilli          | Nicolas Klinger    | M-Sport World Rally Team              | Ford Fiesta RS WRC      | WRC RC1   |
| 7  | Kris Meeke            | Paul Nagle         | Abu Dhabi Total WRT                   | Citroën DS3 WRC         | WRC RC1   |
| 8  | Stéphane Lefebvre     | Gabin Moreau       | Abu Dhabi Total WRT                   | Citroën DS3 WRC         | WRC RC1   |
| 9  | Andreas Mikkelsen     | Anders Jæger       | Volkswagen Motorsport II              | Volkswagen Polo R WRC   | WRC RC1   |
| 10 | Hayden Paddon         | John Kennard       | Hyundai Motorsport N                  | Hyundai i20 WRC         | WRC RC1   |
| 12 | Ott Tänak             | Raigo Mõlder       | Drive Dmack WRT                       | Ford Fiesta RS WRC      | WRC RC1   |
| 16 | Robert Kubica         | Szczepaniak Maciej | Robert Kubica                         | Ford Fiesta RS WRC      | WRC RC1   |
| 17 | Bryan Bouffier        | Victor Bellotto    | M-Sport World Rally Team              | Ford Fiesta RS WRC      | WRC RC1   |
| 18 | Felice Re             | Mara Bariani       | Felice Re                             | Citroën DS3 WRC         | WRC RC1   |
| 31 | Teemu Suninen         | Mikko Markkula     | Team Oreca                            | Škoda Fabia R5          | WRC-2 RC2 |
| 32 | Armin Kremer          | Pirmin Winklhofer  | BRR Baumschlager Rallye & Racing Team | Škoda Fabia R5          | WRC-2 RC2 |
| 33 | Julien Maurin         | Benjamin Veillas   | Julien Maurin                         | Škoda Fabia R5          | WRC-2 RC2 |
| 34 | Quentin Gilbert       | Valentin Serreaud  | Quentin Gilbert                       | Citroën DS3 R3          | WRC-2 RC2 |
| 35 | Elfyn Evans           | Craig Parry        | M-Sport World Rally Team              | Ford Fiesta R5          | WRC-2 RC2 |
| 36 | Simone Tempestini     | Matteio Chiarcossi | Napoca Rally Academy                  | Citroën DS3 R5          | WRC-2 RC2 |
| 37 | Lorenzo Bertelli      | Lorenzo Granai     | FWRT s.r.l.                           | Ford Fiesta RS WRC      | WRC RC1   |
| 38 | Alain Foulon          | Gilles Delarche    | Alain Foulon                          | Mitsubishi Lancer Evo X | WRC-2 RC2 |
| 39 | Jourdan Serderidis    | Frederic Miclotte  | Jourdan Serderidis                    | Citroën DS3 R5          | WRC-2 RC2 |
| 40 | Quentin Gilbert       | Renaud Jamoul      | Quentin Gilbert                       | Citroën DS3 R5          | WRC-2 RC2 |
| 41 | Yoann Bonato          | Denis Giraudet     | Yoann Bonato                          | Citroën DS3 R5          | WRC-2 RC2 |
| 42 | José Antonio Suarez   | Cándido Carrera    | Peugeot Rally Academy                 | Peugeot 208 T16         | WRC-2 RC2 |
| 44 | Ricardo Triviño       | Sergio Salom       | Triviño World Rally Team              | Citroën DS3 R5          | WRC-2 RC2 |
| 45 | Jean-Michel Raoux     | Laurent Magat      | Jean-Michel Raoux                     | Citroën DS3 R5          | WRC-2 RC2 |
| 46 | Hubert Ptaszek        | Kamil Kozdroń      | Hubert Ptaszek                        | Škoda Fabia R5          | WRC-2 RC2 |
| 47 | Lambros Athanassoulas | Nikolaos Zakheos   | Laskaris Foundation Team Greece       | Škoda Fabia R5          | WRC-2 RC2 |
| 61 | Ole Christian Veiby   | Jonas Andersson    | Printsport Oy                         | Citroën DS3 R3T         | WRC-3 RC3 |
| 62 | Fabioi Andolfi        | Manuel Fanoli      | ACI Team Italia                       | Peugeot 208 VTi R2      | WRC-3 RC4 |
| 63 | Damiano de Tomaso     | Massimiliano Bosi  | ACI Team Italia                       | Peugeot 208 VTi R2      | WRC-3 RC4 |
| 64 | Jordan Berfa          | Damian Augustin    | Peugeot Rally Academy                 | Peugeot 208 VTi R2      | WRC-3 RC4 |
| 65 | Martin Koči           | Lukáš Kostka       | Martin Koči                           | Citroën DS3 R3T Max     | WRC-3 RC3 |
| 66 | Michel Fabre          | Maxime Vilmot      | Sainteloc Junior Team                 | Citroën DS3 R3T Max     | WRC-3 RC3 |
| 67 | Igor Giusti           | Patrick Chiappe    | Igor Giusti                           | Peugeot 208 VTi R2      | WRC-3 RC4 |
| 68 | Vincent Dubert        | Sébastien Poujol   | Vincent Dubert                        | Citroën DS3 R3T Max     | WRC-3 RC3 |
| 69 | Enrico Brazzoli       | Maurizio Barone    | Vincent Dubert                        | Peugeot 208 VTi R2      | WRC-3 RC4 |

| Icon  | Klasse                                                            |
| ----- | ----------------------------------------------------------------- |
| WRC   | WRC Werksteams und um Herstellerpunkte eingetragene Privatteams   |
| WRC   | Werksteams und um nicht Herstellerpunkte eingetragene Privatteams |
| WRC-2 | Gemeldet für WRC-2                                                |
| WRC-3 | Gemeldet für WRC-3 (JWRC)                                         |

Quelle:

## Klassifikationen

### Endergebnis
| WRC     |                       |                    |                       |           |           |        |
| 01      | Sébastien Ogier       | Julien Ingrassia   | Volkswagen Polo R WRC | 3:49:53.1 |           | 25 + 3 |
| 02      | Andreas Mikkelsen     | Anders Jæger       | Volkswagen Polo R WRC | 3:51:47.6 | 01:54.5   | 18 + 1 |
| 03      | Thierry Neuville      | Nicolas Gilsoul    | Hyundai i20 WRC       | 3:53:11.0 | 03:17.9   | 15     |
| 04      | Mads Østberg          | Jonas Andersson    | Ford Fiesta RS WRC    | 3:54:40.8 | 04:47.7   | 12     |
| 05      | Stéphane Lefebvre     | Stéphane Prévot    | Citroën DS3 WRC       | 3:57:28.7 | 07:35.6   | 10     |
| 06      | Dani Sordo            | Marc Mari          | Hyundai i20 WRC       | 4:00:28.6 | 10:35.5   | 8 + 2  |
| 07      | Ott Tänak             | Raigo Mõlder       | Ford Fiesta RS WRC    | 4:01:33.0 | 11:39.9   | 6      |
| 08      | Elfyn Evans           | Daniel Barritt     | Ford Fiesta R5        | 4:08:23.9 | 18:30.8   | 4      |
| 09      | Esapekka Lappi        | Janne Feme         | Škoda Fabia R5        | 4:10:34.1 | 20:41.0   | 2      |
| 10      | Armin Kremer          | Pirmin Winklhofer  | Škoda Fabia R5        | 4:10:37.0 | 20:43.9   | 1      |
| WRC2    |                       |                    |                       |           |           |        |
| 01 (08) | Elfyn Evans           | Craig Parry        | Ford Fiesta R5        | 4:08:23.9 | 18:30.8   | 25     |
| 02 (10) | Armin Kremer          | Pirmin Winklhofer  | Škoda Fabia R5        | 4:10:37.0 | 20:43.9   | 25     |
| 03 (11) | Quentin Gilbert       | Renaud Jamoul      | Citroën DS3 R5        | 4:10:58.1 | 21:05.0   | 15     |
| 04 (13) | Quentin Giordano      | Valentin Sarreaud  | Citroën DS3 R5        | 4:14:56.5 | 25:03.4   | 12     |
| 05 (15) | Yoann Bonato          | Denis Giraudet     | Citroën DS3 R5        | 4:20:09.6 | 30:16.5   | 10     |
| 06 (17) | José Antonio Suarez   | Cándido Carrera    | Peugeot 208 T16       | 4:26:42.2 | 36:49.1   | 8      |
| 07 (18) | Hubert Ptaszek        | Kamil Kozdroń      | Škoda Fabia R5        | 4:30:15.7 | 40:22.6   | 6      |
| 08 (22) | Lambros Athanassoulas | Nikolaos Zakheos   | Škoda Fabia R5        | 4:34:48.3 | 44:55.2   | 4      |
| 09 (40) | Simone Tempestini     | Matteio Chiarcossi | Citroën DS3 R5        | 4:50:58.7 | 1:01:05.6 | 2      |
| 10 (52) | Alain Foulon          | Bernard Ferro      | Citroën DS3 R5        | 5:00:47.1 | 1:10:54.0 | 1      |
| WRC3    |                       |                    |                       |           |           |        |
| 01 (19) | Ole Christian Veiby   | Jonas Andersson    | Citroën DS3 R3T Max   | 4:30:42.9 | 40:49.8   | 25     |
| 02 (21) | Jordan Berfa          | Damian Augustin    | Peugeot 208 Vti R2    | 4:34:29.5 | 44:36.4   | 18     |
| 03 (23) | Fabio Andolfi         | Manuel Fanoli      | Peugeot 208 Vti R2    | 4:35:12.5 | 45:19.4   | 15     |
| 04 (24) | Damiano de Tomaso     | Massimiliano Bosi  | Peugeot 208 VTi R2    | 4:36:54.5 | 47:01.4   | 12     |
| 05 (35) | Vincent Dubert        | Sébastien Poujol   | Citroën DS3 R3T Max   | 4:46:31.6 | 56:38.5   | 10     |
| 06 (39) | Martin Koči           | Lukáš Kostka       | Citroën DS3 R3T Max   | 4:49:14.4 | 59:21.3   | 8      |
| 07 (46) | Enrico Brazzoli       | Maurizio Barone    | Peugeot 208 VTi R2    | 4:56:34.9 | 1:06:41.8 | 6      |
| 08 (50) | Michel Fabre          | Maxime Vilmot      | Citroën DS3 R3T Max   | 5:00:24.6 | 1:10:31.5 | 4      |
| 09 (57) | Igor Giusti           | Patrick Chiappe    | Peugeot 208 VTi R2    | 5:06:02.2 | 1:16:09.1 | 2      |

### Wertungsprüfungen
| Tag                             | WP                                          | Name                | Länge    | Start MEZ                          | Fahrer                          | Beifahrer                             | Auto                                  | Zeit                  | Ø km/h                | Leader          |
| ------------------------------- | ------------------------------------------- | ------------------- | -------- | ---------------------------------- | ------------------------------- | ------------------------------------- | ------------------------------------- | --------------------- | --------------------- | --------------- |
| Tag 1 21. Jan.                  | WP1                                         | Entrevaux – Rouaine | 21,25 km | 20:18                              | Sébastien Ogier Kris Meeke      | Julien Ingrassia Paul Nagle           | Volkswagen Polo R WRC Citroën DS3 WRC | 12:21.9 +0:04.1       | 103,1 km/h 102,5 km/h | Sébastien Ogier |
| Tag 1 21. Jan.                  | WP2                                         | Barles – Seyne      | 20,38 km | 22:11                              | Kris Meeke Sébastien Ogier      | Paul Nagle Julien Ingrassia           | Citroën DS3 WRC Volkswagen Polo R WRC | 13:06.1 +0:11.0       | 93,3 km/h 92,0 km/h   | Kris Meeke      |
| Tag 1 21. Jan.                  | Service Park 23:53 Uhr (45 Min)             |                     |          |                                    |                                 |                                       |                                       |                       |                       | Kris Meeke      |
| Tag 2 22. Jan.                  |                                             |                     |          |                                    |                                 |                                       |                                       |                       |                       | Kris Meeke      |
| Service Park 08:45 Uhr (15 Min) |                                             |                     |          |                                    |                                 |                                       |                                       |                       |                       | Kris Meeke      |
| WP3                             | Corps – La Salle en Beaumont 1              | 14,65 km            | 10:21    | Sébastien Ogier Kris Meeke         | Julien Ingrassia Paul Nagle     | Volkswagen Polo R WRC Citroën DS3 WRC | 8:07.5 +0:00.9                        | 108,2 km/h 108,0 km/h |                       | Kris Meeke      |
| WP4                             | Aspres les Corps – Chauffayer 1             | 25,78 km            | 11:04    | Kris Meeke Sébastien Ogier         | Paul Nagle Julien Ingrassia     | Citroën DS3 WRC Volkswagen Polo R WRC | 13:55.9 +0:00.7                       | 111,0 km/h 110,9 km/h |                       | Kris Meeke      |
| WP5                             | Les Costes – Chaillol 1                     | 17,82 km            | 11:40    | Sébastien Ogier Jari-Matti Latvala | Julien Ingrassia Miikka Anttila | Volkswagen Polo R WRC                 | 9:23.6 +0:03.3                        | 113,8 km/h 113,2 km/h | Sébastien Ogier       |                 |
| Service Park 13:10 Uhr (30 Min) |                                             |                     |          |                                    |                                 |                                       |                                       |                       | Sébastien Ogier       |                 |
| WP6                             | Corps – La Salle en Beaumont 2              | 14,65 km            | 15:01    | Sébastien Ogier Kris Meeke         | Julien Ingrassia Paul Nagle     | Volkswagen Polo R WRC Citroën DS3 WRC | 8:05.4 +0:03.5                        | 108,7 km/h 107,9      | Sébastien Ogier       |                 |
| WP7                             | Aspres les Corps – Chauffayer 2             | 25,78 km            | 15:44    | Kris Meeke Jari-Matti Latvala      | Paul Nagle Miikka Anttila       | Citroën DS3 WRC Volkswagen Polo R WRC | 14:16.9 +0:03.7                       | 108,3 km/h 107,8 km/h | Kris Meeke            |                 |
| WP8                             | Les Costes – Chaillol 2                     | 17,82 km            | 16:20    | Sébastien Ogier Jari-Matti Latvala | Julien Ingrassia Miikka Anttila | Volkswagen Polo R WRC                 | 9:31.3 +0:09.1                        | 112,3 km/h 110,5 km/h | Sébastien Ogier       |                 |
| Service Park 17:45 Uhr (45 Min) |                                             |                     |          |                                    |                                 |                                       |                                       |                       | Sébastien Ogier       |                 |
| Tag 3 23. Jan.                  |                                             |                     |          |                                    |                                 |                                       |                                       |                       | Sébastien Ogier       |                 |
| Service Park 06:40 Uhr (15 Min) |                                             |                     |          |                                    |                                 |                                       |                                       |                       | Sébastien Ogier       |                 |
| WP9                             | Lardier et Valenca – Faye 1                 | 51,55 km            | 07:31    | Sébastien Ogier Kris Meeke         | Julien Ingrassia Paul Nagle     | Volkswagen Polo R WRC Citroën DS3 WRC | 30:47.8 +0:10.6                       | 100,4 km/h 99,9 km/h  | Sébastien Ogier       |                 |
| WP10                            | St. Leger les Melezes – La Batie Neuve 1    | 17,13 km            | 09:29    | Andreas Mikkelsen Sébastien Ogier  | Anders Jæger Julien Ingrassia   | Volkswagen Polo R WRC                 | 12:01.3 +0:43.9                       | 85,5 km/h 80,6 km/h   | Sébastien Ogier       |                 |
| Service Park 10:39 Uhr (30 Min) |                                             |                     |          |                                    |                                 |                                       |                                       |                       | Sébastien Ogier       |                 |
| WP11                            | Lardier et Valenca – Faye 2                 | 51,55 km            | 11:45    | Kris Meeke Sébastien Ogier         | Paul Nagle Julien Ingrassia     | Citroën DS3 WRC Volkswagen Polo R WRC | 30:26.6 +0:03.4                       | 101,6 km/h 101,4 km/h | Sébastien Ogier       |                 |
| WP12                            | St. Leger les Melezes – La Batie Neuve 2    | 17,13 km            | 13:43    | Thierry Neuville Hayden Paddon     | Nicolas Gilsoul John Kennard    | Hyundai i20 WRC                       | 11:39.6 +0:13.4                       | 88,1 km/h 86,5 km/h   | Sébastien Ogier       |                 |
| WP13                            | Sisteron – Thoard                           | 36,60 km            | 15:40    | Thierry Neuville Dani Sordo        | Nicolas Gilsoul Marc Martí      | Hyundai i20 WRC                       | 22:55.4 +0:05.2                       | 95,8 km/h 95,4 km/h   | Sébastien Ogier       |                 |
| Tag 4 24. Jan.                  |                                             |                     |          |                                    |                                 |                                       |                                       |                       | Sébastien Ogier       |                 |
| Service Park 07:12 Uhr (45 Min) |                                             |                     |          |                                    |                                 |                                       |                                       |                       | Sébastien Ogier       |                 |
| WP14                            | Col de L’Orme – St. Laurent 1               | 12,07 km            | 09:08    | Sébastien Ogier Dani Sordo         | Julien Ingrassia Marc Martí     | Volkswagen Polo R WRC Hyundai i20 WRC | 8:15.0 +0:00.7                        | 87,8 km/h 87,7 km/h   | Sébastien Ogier       |                 |
| WP15                            | La Bollene Vesubie – Peira Cava             | 21,36 km            | 10:57    | Andreas Mikkelsen Dani Sordo       | Anders Jæger Marc Martí         | Volkswagen Polo R WRC Hyundai i20 WRC | 14:09.2 +0:02.5                       | 90,6 km/h 90,3 km/h   | Sébastien Ogier       |                 |
| WP16                            | Col de L’Orme – St. Laurent 2 (Power-Stage) | 12,07 km            | 12:08    | Sébastien Ogier Dani Sordo         | Julien Ingrassia Marc Marti     | Volkswagen Polo R WRC Hyundai i20 WRC | 8:09.6 +0:01.4                        | 88,8 km/h 88,5 km/h   | Sébastien Ogier       |                 |
| Service Park 13:26 Uhr (10 Min) |                                             |                     |          |                                    |                                 |                                       |                                       |                       | Sébastien Ogier       |                 |

* Während der angegebenen Zeiten darf im Service Park an den Autos gearbeitet werden.

### Gewinner Wertungsprüfungen
| WP                     | Anzahl | Fahrer            | Auto                  |
| ---------------------- | ------ | ----------------- | --------------------- |
| 1, 3, 5–6, 8–9, 14, 16 | 8      | Sébastien Ogier   | Volkswagen Polo R WRC |
| 2, 4, 7, 11            | 4      | Kris Meeke        | Citroën DS3 WRC       |
| 10, 15                 | 2      | Andreas Mikkelsen | Volkswagen Polo R WRC |
| 12–13                  | 2      | Thierry Neuville  | Hyundai i20 WRC       |

Quelle: 

## Fahrerwertung nach der Rallye
Das Punktesystem für die ersten zehn Fahrer ist 25-18-15-12-10-8-6-4-2-1. Für die Power-Stage erhalten die drei schnellsten Fahrer jeweils 3-2-1 Bonuspunkte für die Fahrer-Weltmeisterschaft.

| Pos | Fahrer            | Punkte |
| --- | ----------------- | ------ |
| 01  | Sébastien Ogier   | 28     |
| 02  | Andreas Mikkelsen | 19     |
| 03  | Thierry Neuville  | 15     |
| 04  | Mads Østberg      | 12     |
| 05  | Stéphane Lefebvre | 10     |
| 0   | Dani Sordo        | 10     |
| 07  | Ott Tänak         | 6      |
| 08  | Elfyn Evans       | 4      |
| 09  | Esapekka Lappi    | 2      |
| 10  | Armin Kremer      | 1      |